# Meloinae
Meloinae — подсемейство жуков семейства нарывников.

## Описание
Средняя доля эдеагуса сильно склеритизирована, с одни или двумя крючками, парамеры расстаются только в основной половине. Надкрылья изменчивой формы, часто сильно укороченные. Придаточные коготки почти одной длины с коготком. Коготки обычно гладкие. Усики обычно чётковидные, иногда утолщены у вершины, у самца иногда с причудливыми разрастаниями у середины.

## Классификация
- Meloinae
  - Cerocomini
  - Epicautini
  - Eupomphini
    - Megetra LeConte, 1859
    - Pleuropasta Wellman, 1909

  - Lyttini
  - Pyrotini
    - Cysteodemus LeConte, 1851

  - Meloini
  - Mylabrini